# Ceratophrys joazeirensis
Ceratophrys joazeirensis é uma espécie de anfíbio da família Ceratophryidae. Endêmica do Brasil, pode ser encontrada na Caatinga nos estados da Bahia, Pernambuco, Paraíba e Rio Grande do Norte.